# José Cirre Jiménez
José Cirre Jiménez fue un periodista y propagandista español.

## Biografía
Oriundo de Granada, desde joven se dedicó al periodismo. Su hermano Cecilio fue un destacado dirigente de la Falange granadina al comienzo de la Guerra civil. Durante la contienda José Cirre publicó varias obras de carácter propagandístico especializadas en falsos reportajes sobre la situación en la zona republicana. Tras el final de la Guerra trabajó en varios periódicos de la cadena de Prensa del Movimiento: Patria de Granada, F.E. de Sevilla, Información de Alicante y Yugo de Almería. Llegaría a dirigir los diarios Información y Yugo. Este último —renombrado después como La Voz de Almería— llegaría a dirigirlo durante un largo periodo, hasta su jubilación en 1974. Durante su etapa almeriense también fue presidente de la Asociación de la Prensa de Almería, entre 1951 y 1974.

## Obras
- —— (1937). De Espejo a Madrid. Con las tropas del general Miaja. Granada: Editorial Prieto.[5]
- —— (1938). Memorias de un combatiente de la Brigada Internacional. Granada: Editorial Prieto.[6]
- —— (1946). Leyendas de mar y tierra. Almería: Editorial Iberia.